# Канделарија (Порторико)
Канделарија (шп. Candelaria) град је у америчкој острвској територији Порторико, острвској држави Кариба.

## Демографија
По попису из 2010. године број становника је 16.760, што је 540 (-3,1%) становника мање него 2000. године.
| Група             | 2000.          | 2010.          |
| Белци             | 117 (0,7%)     | 64 (0,4%)      |
| Афроамериканци    | 1.813 (10,5%)  | 2.766 (16,5%)  |
| Азијати           | 18 (0,1%)      | 25 (0,1%)      |
| Хиспаноамериканци | 17.129 (99,0%) | 16.673 (99,5%) |
| Укупно            | 17.300         | 16.760         |